# Юбилей соловья
Юбилей соловья (груз. ბულბულის იუბილე) — мультипликационный фильм. По рассказу Важи-Пшавелы «Певцы природы».

## Создатели
| режиссёр             | Гавриил Лаврелашвили |
| сценарист            | Семён Долидзе        |
| художник-постановщик | В. Хидишели          |
| художник             | Валерий Ежов         |
| оператор             | Любовь Квалиашвили   |
| композитор           | Нодар Габуния        |
| звукооператор        | Мадонна Тевзадзе     |

## Сюжет
Ворон и ворона обсуждают переполох в птичьем царстве. Оказывается, у Соловья юбилей и все летят на это празднество. Ворон возмущён, что у ворон никто так массово юбилей не отмечает. Он решает отправиться на праздник и испортить всё веселье. Тем временем происходит поздравление соловья. Царит полный восторг, поются поздравительные песни. Прилетает голубь и говорит, что его голос не идёт ни в какое сравнение с соловьиным. Затем танцуют петухи. Настаёт черед ворона. Он заявляет, что поёт не хуже юбиляра. Ему дают шанс продемонстрировать свои умения. Пение ворона вызывает у всех отвращение, его поднимают на смех. Ворон обещается отомстить и прилетает к царю птиц Орлу. Орёл возмущён, что птицы устроили юбилей без его ведома и отправляется разобраться. Со стаей приспешников он прибывает на праздник. Соловей бросается на защиту невинных птиц, говорит, что виноват только он. Его единственная просьба — спеть перед смертью. Орёл соглашается. Изумительное пение Соловья вызывает восторг у всех, в том числе и у Орла. Он дарует жизнь Соловью.